# 68. Międzynarodowy Festiwal Filmowy w Cannes
68. Międzynarodowy Festiwal Filmowy w Cannes odbył się w dniach 13−24 maja 2015 roku. Imprezę otworzył pokaz francuskiego filmu Z podniesionym czołem w reżyserii Emmanuelle Bercot. W konkursie głównym zaprezentowano 19 filmów z 11 krajów.
Jury pod przewodnictwem amerykańskich reżyserów Joela i Ethana Coenów przyznało nagrodę główną festiwalu, Złotą Palmę, francuskiemu filmowi Imigranci w reżyserii Jacques’a Audiarda. Drugą nagrodę w konkursie głównym, Grand Prix, przyznano węgierskiemu filmowi Syn Szawła w reżyserii László Nemesa.
Oficjalny plakat promocyjny festiwalu przedstawiał szwedzką aktorkę Ingrid Bergman. Galę otwarcia i zamknięcia festiwalu prowadził francuski aktor Lambert Wilson.

## Członkowie jury

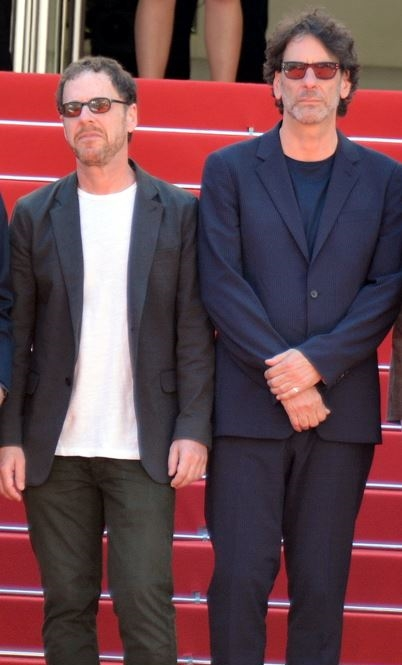
Przewodniczący jury konkursu głównego Joel i Ethan Coenowie.

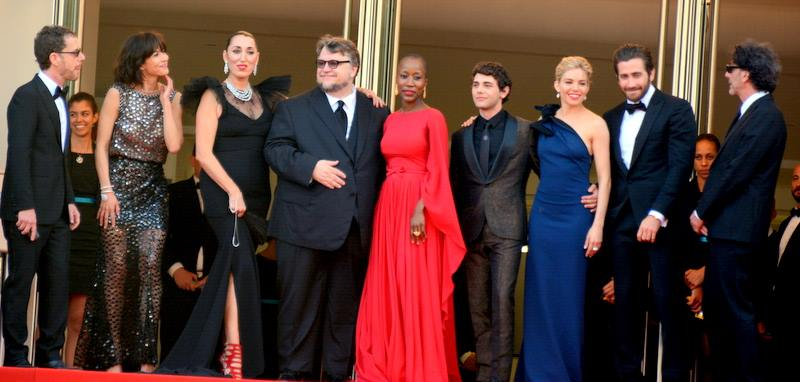
Jury konkursu głównego.

### Konkurs główny
- Joel i Ethan Coenowie, amerykańscy reżyserzy − przewodniczący jury[6]
- Rossy de Palma, hiszpańska aktorka
- Guillermo del Toro, meksykański reżyser
- Xavier Dolan, kanadyjski reżyser i aktor
- Jake Gyllenhaal, amerykański aktor
- Sophie Marceau, francuska aktorka
- Sienna Miller, brytyjska aktorka
- Rokia Traoré, malijska wokalistka

### Sekcja „Un Certain Regard”
- Isabella Rossellini, włoska aktorka − przewodnicząca jury
- Haifaa al-Mansour, saudyjska reżyserka
- Panos H. Koutras, grecki reżyser
- Nadine Labaki, libańska reżyserka
- Tahar Rahim, francuski aktor

### Cinéfondation i filmy krótkometrażowe
- Abderrahmane Sissako, mauretański reżyser − przewodniczący jury
- Cécile de France, belgijska aktorka
- Joana Hadjithomas, libańska reżyserka
- Daniel Olbrychski, polski aktor
- Rebecca Zlotowski, francuska reżyserka

### Złota Kamera – debiuty reżyserskie
- Sabine Azéma, francuska aktorka − przewodnicząca jury
- Claude Garnier, francuski operator filmowy
- Delphine Gleize, francuska reżyserka
- Yann Gonzalez, francuski reżyser
- Didier Huck, przedstawiciel FICAM
- Bernard Payen, francuski krytyk filmowy
- Melvil Poupaud, francuski aktor

### Złote Oko – filmy dokumentalne
- Rithy Panh, kambodżański reżyser − przewodniczący jury
- Diana El Jeiroudi, syryjska producentka filmowa
- Scott Foundas, amerykański krytyk filmowy
- Irène Jacob, szwajcarska aktorka
- Nicolas Philibert, francuski reżyser

## Selekcja oficjalna

### Otwarcie i zamknięcie festiwalu
|             | Tytuł                 | Reżyseria         | Kraj produkcji |
| ----------- | --------------------- | ----------------- | -------------- |
| Otwierający | Z podniesionym czołem | Emmanuelle Bercot | Francja        |
| Zamykający  | Między lodem a niebem | Luc Jacquet       | Francja        |

### Konkurs główny
Następujące filmy zostały wyselekcjonowane do udziału w konkursie głównym o Złotą Palmę:
| Tytuł polski          | Tytuł oryginalny           | Reżyseria         | Kraj produkcji    |
| --------------------- | -------------------------- | ----------------- | ----------------- |
| Carol                 | Carol                      | Todd Haynes       | Stany Zjednoczone |
| Opiekun               | Chronic                    | Michel Franco     | Meksyk            |
| Zabójczyni            | 聶隱娘 Ci ke Nie Yin Niang | Hou Hsiao-hsien   | Tajwan            |
| Imigranci             | Dheepan                    | Jacques Audiard   | Francja           |
| Lobster               | The Lobster                | Jorgos Lantimos   | Irlandia          |
| Miara człowieka       | La loi du marché           | Stéphane Brizé    | Francja           |
| Głośniej od bomb      | Louder than Bombs          | Joachim Trier     | Norwegia          |
| Makbet                | Macbeth                    | Justin Kurzel     | Wielka Brytania   |
| Marguerite i Julien   | Marguerite et Julien       | Valérie Donzelli  | Francja           |
| Moja matka            | Mia madre                  | Nanni Moretti     | Włochy            |
| Moja miłość           | Mon roi                    | Maïwenn           | Francja           |
| Pentameron            | Il racconto dei racconti   | Matteo Garrone    | Włochy            |
| Syn Szawła            | Saul fia                   | László Nemes      | Węgry             |
| Morze drzew           | Sea of Trees               | Gus Van Sant      | Stany Zjednoczone |
| Nawet góry przeminą   | 山河故人 Shan he gu ren    | Jia Zhangke       | Chiny             |
| Sicario               | Sicario                    | Denis Villeneuve  | Stany Zjednoczone |
| Nasza młodsza siostra | 海街diary Umimachi Diary   | Hirokazu Kore-eda | Japonia           |
| Dolina miłości        | Valley of Love             | Guillaume Nicloux | Francja           |
| Młodość               | Youth                      | Paolo Sorrentino  | Włochy            |

### Sekcja „Un Certain Regard”
Następujące filmy zostały wyświetlone na festiwalu w ramach sekcji „Un Certain Regard”:
| Tytuł polski                  | Tytuł oryginalny           | Reżyseria                 | Kraj produkcji   |
| ----------------------------- | -------------------------- | ------------------------- | ---------------- |
| Alias Maria                   | Alias María                | José Luis Rugeles         | Kolumbia         |
| Kwiat wiśni i czerwona fasola | あん An                    | Naomi Kawase              | Japonia          |
| Czwarty kierunek              | ਚੌਥੀ ਕੂਟ Chauthi Koot         | Gurvinder Singh           | Indie            |
| Skarb                         | Comoara                    | Corneliu Porumboiu        | Rumunia          |
| Wybranki                      | Las elegidas               | David Pablos              | Meksyk           |
| Piętro niżej                  | Un etaj mai jos            | Radu Muntean              | Rumunia          |

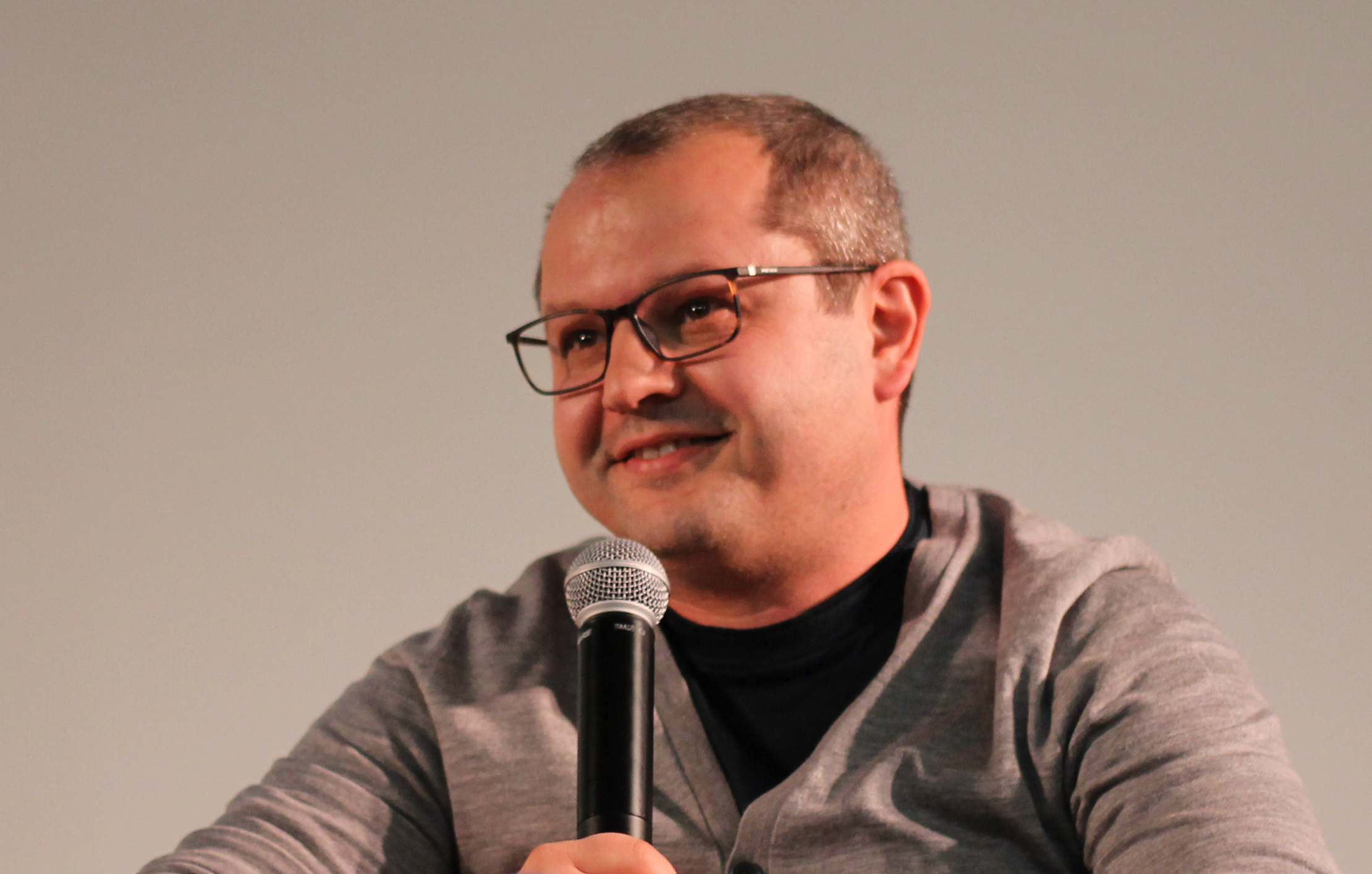
Nagrodzony reżyser Corneliu Porumboiu.

| Barany. Islandzka opowieść    | Hrútar                     | Grímur Hákonarson         | Islandia         |
| Jestem żołnierzem             | Je suis un soldat          | Laurent Larivière         | Francja          |
| Wyprawa na brzeg              | 岸辺の旅 Kishibe no tabi   | Kiyoshi Kurosawa          | Japonia          |
| Owca                          | Lamb                       | Yared Zeleke              | Etiopia          |
| Madonna                       | 마돈나 Ma-don-na           | Shin Su-won               | Korea Południowa |
| Cień                          | Maryland                   | Alice Winocour            | Francja          |
| Masaan                        | मसान Masaan                 | Neeraj Ghaywan            | Indie            |
| Bezwstydni                    | 무뢰한 Mu-roe-han          | Oh Seung-uk               | Korea Południowa |
| Nahid                         | ناهید Nahid                | Ida Panahandeh            | Iran             |
| Po drugiej stronie            | The Other Side             | Roberto Minervini         | Włochy           |
| Cmentarz wspaniałości         | รักที่ขอนแก่น Rak ti Khon Kaen | Apichatpong Weerasethakul | Tajlandia        |
| Pułapka                       | Taklub                     | Brillante Mendoza         | Filipiny         |
| Słońce w zenicie              | Zvizdan                    | Dalibor Matanić           | Chorwacja        |

### Pokazy pozakonkursowe
Następujące filmy zostały wyświetlone na festiwalu w ramach pokazów pozakonkursowych:
| Tytuł polski              | Tytuł oryginalny    | Reżyseria         | Kraj produkcji    |
| ------------------------- | ------------------- | ----------------- | ----------------- |
| Amy                       | Amy                 | Asif Kapadia      | Wielka Brytania   |
| Między lodem a niebem     | La glace et le ciel | Luc Jacquet       | Francja           |
| W głowie się nie mieści   | Inside Out          | Pete Docter       | Stany Zjednoczone |
| Nieracjonalny mężczyzna   | Irrational Man      | Woody Allen       | Stany Zjednoczone |
| Mały Książę               | The Little Prince   | Mark Osborne      | Francja           |
| Love                      | Love                | Gaspar Noé        | Francja           |
| Mad Max: Na drodze gniewu | Mad Max: Fury Road  | George Miller     | Australia         |
| Biuro                     | 오피스 Opiseu       | Hong Won-chan     | Korea Południowa  |
| Z podniesionym czołem     | La tête haute       | Emmanuelle Bercot | Francja           |

### Pokazy specjalne
Następujące filmy zostały wyświetlone na festiwalu w ramach pokazów specjalnych:
| Tytuł polski               | Tytuł oryginalny                                | Reżyseria         | Kraj produkcji |
| -------------------------- | ----------------------------------------------- | ----------------- | -------------- |
| Amnezja                    | Amnesia                                         | Barbet Schroeder  | Szwajcaria     |
| Asfalt                     | Asphalte                                        | Samuel Benchetrit | Francja        |
| W górę i w dół             | היורד למעלה Hayored lema'ala                    | Elad Keidan       | Izrael         |
| Historia szaleństwa        | Une histoire de fou                             | Robert Guédiguian | Francja        |
| Nasz dom                   | O Ka                                            | Souleymane Cissé  | Mali           |
| Panama                     | Панама Panama                                   | Pavle Vučković    | Serbia         |
| Opowieść o miłości i mroku | סיפור על אהבה וחושך A Tale of Love and Darkness | Natalie Portman   | Izrael         |

## Laureaci nagród

### Konkurs główny
Złota Palma

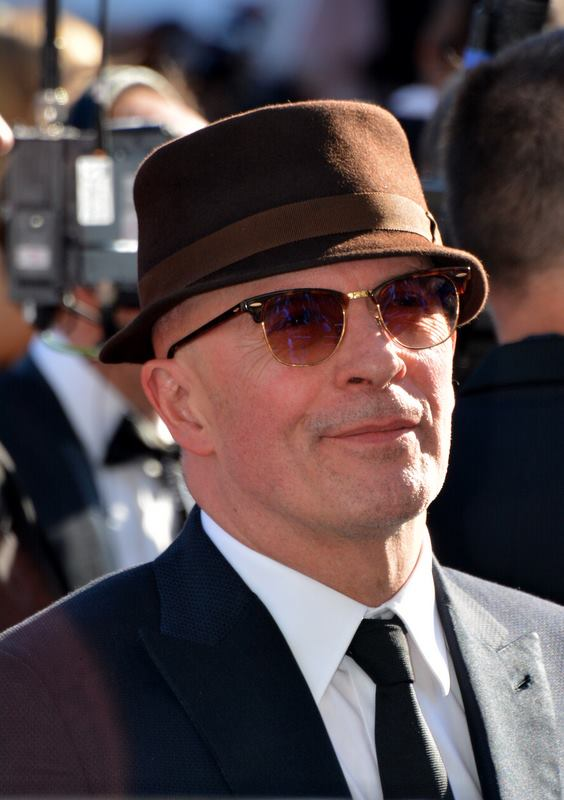
Laureat Złotej Palmy Jacques Audiard.

- Imigranci, reż. Jacques Audiard

Grand Prix
- Syn Szawła, reż. László Nemes

Nagroda Jury
- Lobster, reż. Jorgos Lantimos

Najlepsza reżyseria
- Hou Hsiao-hsien − Zabójczyni

Najlepsza aktorka
- Emmanuelle Bercot − Moja miłość
- Rooney Mara − Carol

Najlepszy aktor
- Vincent Lindon − Miara człowieka

Najlepszy scenariusz
- Michel Franco − Opiekun

### Sekcja „Un Certain Regard”
Nagroda Główna
- Barany. Islandzka opowieść, reż. Grímur Hákonarson

Nagroda Jury
- Słońce w zenicie, reż. Dalibor Matanić

Najlepsza reżyseria
- Kiyoshi Kurosawa − Wyprawa na brzeg

Nagroda „Un Certain Talent”
- Skarb, reż. Corneliu Porumboiu

Nagroda dla twórcy obiecującego na przyszłość
- Masaan, reż. Neeraj Ghaywan
- Nahid, reż. Ida Panahandeh

### Konkurs filmów krótkometrażowych
Złota Palma dla najlepszego filmu krótkometrażowego
- Waves '98, reż. Ely Dagher

Nagroda Cinéfondation dla najlepszej etiudy studenckiej
- I miejsce:  Share, reż. Pippa Bianco
- II miejsce:  Locas perdidas, reż. Ignacio Juricic Merillán
- III miejsce:  Powrót Erkina, reż. Maria Guskowa /  Victor XX, reż. Ian Garrido López

### Wybrane pozostałe nagrody

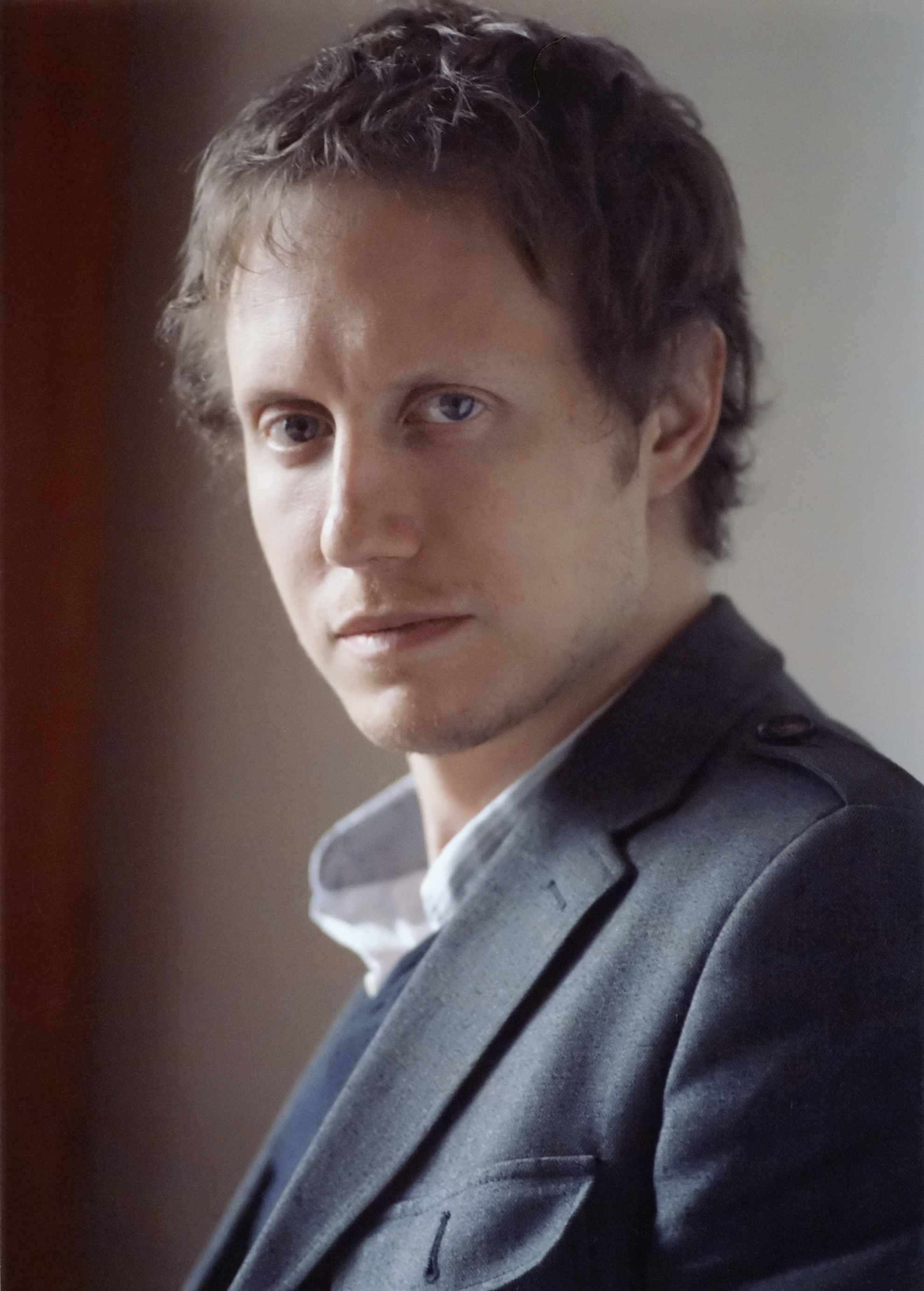
Trzykrotnie nagrodzony László Nemes.

Złota Kamera za najlepszy debiut reżyserski
- Ziemia i cień, reż. César Augusto Acevedo

Nagroda Główna w sekcji „Międzynarodowy Tydzień Krytyki”
- Paulina, reż. Santiago Mitre

Nagroda Główna w sekcji "Quinzaine des Réalisateurs" - CICAE Award
- W objęciach węża, reż. Ciro Guerra

Nagroda Label Europa Cinemas dla najlepszego filmu europejskiego w sekcji "Quinzaine des réalisateurs"
- Mustang, reż. Deniz Gamze Ergüven

Złote Oko za najlepszy film dokumentalny
- Mój dziadek Salvador Allende, reż. Marcia Tambutti Allende
  - Wyróżnienie:  Ingrid Bergman: własnymi słowami, reż. Stig Björkman

Nagroda FIPRESCI
- Konkurs główny:  Syn Szawła, reż. László Nemes
- Sekcja „Un Certain Regard”:  Masaan, reż. Neeraj Ghaywan
- Sekcja „Międzynarodowy Tydzień Krytyki”:  Paulina, reż. Santiago Mitre

Nagroda Jury Ekumenicznego
- Moja matka, reż. Nanni Moretti
  - Wyróżnienie:  Miara człowieka, reż. Stéphane Brizé /  Pułapka, reż. Brillante Mendoza

Nagroda Vulcan dla artysty technicznego
- Tamás Zányi za dźwięk do filmu Syn Szawła

Nagroda za najlepszą ścieżkę dźwiękową
- Lim Giong − Zabójczyni

Nagroda im. François Chalais dla filmu propagującego znaczenie dziennikarstwa
- Syn Szawła, reż. László Nemes

Queerowa Palma dla najlepszego filmu o tematyce LGBT
- Carol, reż. Todd Haynes
  - Wyróżnienie:  Lobster, reż. Jorgos Lantimos

Nagroda Palm Dog dla najlepszego psiego występu na festiwalu
- Tysiąc i jedna noc, reż. Miguel Gomes

Honorowa Złota Palma za całokształt twórczości
- Agnès Varda